# Pontes longi
Pontes longi var en i antiken mycket känd kavelbroväg genom marsklandet väster om Ems, som enligt Tacitus anlades av Domitius Ahenobarbus.